# Buddy Boshers
Jeffrey Alan « Buddy » Boshers (né le 9 mai 1988 à Huntsville, Alabama, États-Unis) est ancien un lanceur de relève gaucher de la Ligue majeure de baseball. 

## Carrière
Buddy Boshers est un choix de quatrième ronde des Angels de Los Angeles en 2008. À l'origine lanceur partant, il est dans les ligues mineures rapidement converti en lanceur de relève. 
Boshers fait ses débuts dans le baseball majeur avec les Angels le 10 août 2013. Entré en relève dans un match mené 3-2 sur les Indians de Cleveland, et avec un coureur adverse au troisième but, il retire sur des prises le seul frappeur qu'il affronte, Jason Kipnis, pour éteindre la menace,. Le gaucher lance 15 manches et un tiers en 25 sorties pour les Angels en 2013 et affiche une moyenne de points mérités de 4,70 avec 13 retraits sur des prises et 8 buts-sur-balles accordés. Il rejoint les Rockies du Colorado après une année 2014 passée en ligues mineures dans l'organisation des Angels mais est retranché à l'entraînement de printemps 2015. En décembre 2015, il signe un contrat des ligues mineures avec les Twins du Minnesota.